# The Forest of Love
Pour plus de détails, voir Fiche technique et Distribution.
The Forest of Love (愛なき森で叫べ, Ai-naki mori de sakebe) est un film japonais réalisé par Sion Sono, sorti en 2019.
Sion Sono sort en 2020 une version étendue de son film qu'il redécoupe sous le format sériel pour l'occasion et qu'il intitule "The Forest of Love : Deep Cut", comprenant plus de 2h de scènes inédites et portant la durée totale à près de 5h.

## Synopsis
Un homme manipule des étudiants en cinéma et une jeune fille timide jusqu'à les impliquer dans un meurtre.

## Fiche technique
- Titre : The Forest of Love
- Titre original : 愛なき森で叫べ (Ai-naki mori de sakebe?)
- Réalisation : Sion Sono
- Scénario : Sion Sono
- Musique : Kenji Katō (ja)
- Photographie : Sōhei Tanikawa (ja)
- Décors : Takashi Matsuzuka (ja)
- Production : Gustavo Borner, Timothy Cubbison, Hiroshi Muto et Austin Snyder
- Société de production : Netflix
- Pays d'origine :  Japon
- Langue originale : japonais
- Genre : policier, drame, horreur et thriller
- Durée : 151 minutes
- Dates de sortie : 
  - 11 octobre 2019 sur Netflix

## Distribution
- Kippei Shiina : Joe Murata
- Shinnosuke Mitsushima : Shin
- Kyoko Hinami : Taeko
- Eri Kamataki : Mitsuko
- Young Dais : Jay
- Natsuki Kawamura : Eiko
- Yuzuka Nakaya : Ami Ozawa
- Dai Hasegawa : Fukami
- Chiho Fujii : Machiko Mizushima
- Tsukino Yamamoto : Manami
- Manaka Kinoshita : Aina
- Miyu Kinoshita : Haruko Sato
- Takato Yonemoto : Goto
- Fūsaku Tani : Oshima
- Hideyuki Kobashi : Haibara
- Hajime Tsukumo : Zenjiro
- Sei Matobu : Azumi Ozawa
- Denden : Shigeru Ozawa

## Accueil
Brian Tallerco pour RogerEbert.com a donné la note de 3/4 au film.